# Bragança Paulista
Bragança Paulista – miasto brazylijskie w stanie São Paulo. W 2021 liczyło 172 346 mieszkańców.
Miasto jest siedzibą klubu piłkarskiego Red Bull Bragantino.
W mieście rozwinął się przemysł meblarski, włókienniczy, odzieżowy, papierniczy oraz spożywczy.